# 蕭白鏞
蕭白鏞（1941年3月20日—2022年6月16日），又名蕭白墉，祖籍廣東潮陽，在上海市出生。胡琴演奏家、作曲家、樂器工藝家。前上海民族樂團首席。

## 生平
7歲起自學二胡，1959年起在上海民族樂團學習和工作，曾隨中央歌舞團到蘇聯、羅馬尼亞、波蘭、蒙古等國表演。1960年代，他將張長城和原野集體創作的板胡曲《紅軍哥哥回來了》，移植改編成二胡曲，親自首演，得「新作品優秀演出」獎，在海外常簡稱《哥哥回來了》。1979年任上海民族樂團樂團首席。1987年獲中華人民共和國中央人民政府文化部評為一級演奏員。1989年移民英屬香港，與在香港中樂團工作的台灣籍樂師霍世潔結婚。2001年從香港移民台灣後曾任台灣國立台南藝術大學中國音樂學系客座教授。2006年與霍世潔離婚。2009年任臺北市立國樂團藝術顧問。

## 專輯
| 專輯名稱   | 發行日期 | 發行公司 | 曲目 | 備註                     |
| ---------- | -------- | -------- | ---- | ------------------------ |
| 《滿江紅》 | 1993年   | 香港BMG  |      | 三個月內獲得白金唱片認證 |

## 外部連結
- 台灣國立台南藝術大學中國音樂學系蕭白鏞介紹
- 蕭白鏞的Discogs页面（英文）
- Xiao Bai-Yong在Allmusic上的頁面